# Czesław Straszewicz
Czesław Straszewicz (ur. 16 października 1904 w Białymstoku, zm. 10 września 1963 w Montevideo) – polski pisarz i radiowiec.

## Życiorys
Debiutował w 1928 roku. W okresie międzywojennym związany z tygodnikiem Prosto z Mostu. Latem 1939 roku odbył wspólnie z Witoldem Gombrowiczem podróż transatlantykiem MS Chrobry. Przebywał we Francji i Wielkiej Brytanii w latach 1939–1944, najpierw jako żołnierz w 10 Brygadzie Kawalerii Pancernej generała Stanisława Maczka, później jako redaktor Radiostacji Świt. W Urugwaju od 1945 roku. W latach pięćdziesiątych pracownik i autor słuchowisk w Radiu Wolna Europa.

## Wybrane publikacje
- „Wystawa bogów” (1933) – opowiadania
- „Przeklęta Wenecja” (1938) – powieść
- „Litość” (1939) – powieść
- „Turyści z bocianich gniazd” (1953) – powieść
- „Listy 1946-1962” (2018) – korespondencja z J. Giedroyciem[1]
- „Pisma. Tom 1. Opowiadania. Publicystyka. Krytyka” (2020)[2]
- „Pisma. Tom 2. Powieści. Publicystyka powojenna” (2020)
- „Pisma. Tom. 3. Turyści z bocianich gniazd. Korespondencja. Varia” (2022)[3]